# Schnoor
Schnoor je četrt v srednjeveškem središču nemškega mesta Bremen in edini del, ki je ohranil srednjeveški značaj. Četrt dolguje svoje ime stari obrti, povezani s plovili. Prehodi med hišami so bili pogosto povezani s poklici ali predmeti: na enem območju so izdelovali vrvi  (Schnoor) in sosednjem žične kable in sidrne verige (žica = Wieren).

## Zgodovina
V Hanseatskem mestu Bremen je bila četrt Schnoor ena izmed revnejših. Medtem ko so se bogati trgovci naselili v Obernstraße (Zgornja ulica), ki je bila mišljena tako geografsko (greben sipine) kot družbeno ali v Langenstraße (LongDolga ulica, vzdolž Balgeja, bremenskega prvega pristanišča), se je Schnoor razvil v 10. stoletju kot okrožje ribičev. Prebivalci so zgradili slamnate hišice na otoku med rekama Weser in Balge. Zato so v prvih stoletjih imeli pogoste visoke poplave.
Tukaj je bila ustanovljena prva trajektna povezava, prvi most čez reko Weser pa je bil zgrajen okrog leta 1240. Tu je še staro obzidje in deli okroglega stolpa, ki sta bila postavljena okoli 1200, v bližini tako imenovanega Marterburga.
V 13. stoletju so se naselili frančiškanski menihi, njihova cerkev sv. Janeza je bila zgrajena v naslednjih desetletjih.

## Razvoj
Danes najstarejše hiše segajo v 15. stoletje. Večina jih je iz 17. in 18. stoletja. Medtem ko so se drugi deli Bremena razvili s parcelami približno kvadratnega kilometra in trgovskimi vilami, so parcele v četrti Schnoor imele dovolj prostora za posamezne hiše na površini 55 kvadratnih metrov. Ozke ulice niso bile primerne za naraščajoč promet v 19. stoletju. Četrt je postala eden najslabših delov Bremna, kar je pomenilo, da so bile obnovitve nedostopne. Med drugo svetovno vojno je Schnoor utrpel samo majhno škodo, tako da so lastniki hiš po letu 1945 morali plačati Lastenausgleich. Do sredine 1950-ih let so bile hiše v žalostnem stanju.
Senat Svobodnega hanseatskega mesta Bremen se je leta 1959 odločil za obnovo zgodovinskega območja Schnoorja. Lastniki hiš so bili povabljeni, da obnovijo stavbe z zadostno finančno podporo dežele Bremen. Ta razvoj je bil v nasprotju s splošno prakso v številnih mestih v Nemčiji in Evropi do konca 1970-ih.
Razmere so se spremenile z Beneško listino za ohranjanje in obnovo spomenikov in lokacij (The Venice Charter for the Conservation and Restoration of Monuments and Sites, 1964), tako da je leta 1973 Schnoor postal zgodovinsko območje ohranjanja dediščine državnega pomena. 
Ena izmed najbolj znanih hiš, ki je bila ohranjena v prvotnem stanju, je Schifferhaus na ulici Stavendamm. Druga zgodovinska stavba je Landherrnamt (1856), ki je prvotno gostila organe, ki so upravljali deželo Bremen. 
Birgittenkloster (samostan svete Birgite), majhen samostan ustanovljen oktobra 2002, je v Schnoorju , kot tudi cerkev svetega Janeza, zgodovinska stavba iz 14. stoletja. 
- "Concordenhaus" (1630)
- "Amtsfischerhaus"(1759)
- Stara restavracija "Kaiser Friedrich" (1630)
- Vhod v "Katzencafé"
- Schnoor 37 (1601)
- Del ulice "Schnoor"
- Birgittenkloster
- Cerkev svetega Janeza